# Эрнест-Тельманн
Эрнест-Тельманн (остров Эрнста Тельмана; исп. Cayo Ernest Thaelmann) — остров в Карибском море, расположенный приблизительно в 25 км к западу от залива Свиней и в 100 км к западу от города Сьенфуэгос на побережье острова Куба. Остров Эрнста Тельмана находится в закрытой военной зоне и закрыт для посещений.

## География
Длина острова составляет около 15 километров, ширина — 500 м.

## История

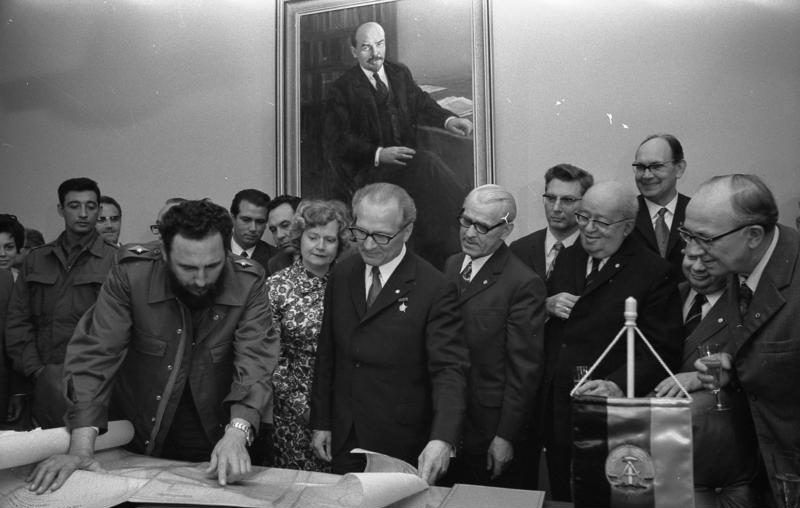
Берлин, 19 июня 1972. Момент вручения памятной географической карты, на которой указаны название острова Эрнста Тельмана и пляжа ГДР

В ходе государственного визита в ГДР 19 июня 1972 года глава Кубы Фидель Кастро вручил Эриху Хонеккеру географическую карту, на которой были указаны Cayo Ernest Thaelmann (остров Эрнста Тельмана) и Playa RDA (Пляж ГДР). Переименование этой части островной гряды Cayos Blancos del Sur (Кайос-Бланкос-дель-Сур) в Карибском море было закреплено официально в указе президента Кубы 3676/72.
В честь 28-й годовщины смерти Эрнста Тельмана и Всемирного фестиваля молодёжи и студентов, проходившего в 1973 году в Восточном Берлине, 18 августа 1972 года в торжественной обстановке на острове был открыт бюст Тельмана. На церемонии присутствовали исполняющий обязанности посла ГДР на Кубе, несколько офицеров учебного судна «Й. Г. Фихте», первый секретарь союза кубинской молодёжи, а также около сотни участников фестиваля.
В 1998 году ураган Митч предположительно разрушил большую часть острова. В частности, ураганом был снесён бюст Эрнста Тельмана.